# Istituto Italiano per gli Studi Storici
Das Istituto Italiano per gli Studi Storici (IISS) ist ein außeruniversitäres Institut für historische Studien mit Sitz in Neapel.
Das Institut wurde 1946 von Benedetto Croce gegründet. Es hat heutzutage noch immer seinen Sitz im Palazzo Filomarino, dem ehemaligen Wohnhaus Croces im historischen Zentrum von Neapel. Croces umfangreiche Bibliothek ist dem Institut angegliedert.
Ziel des Instituts ist gemäß seinem Gründer die Förderung historischer Studien in einem umfassenden Sinne, insbesondere in Beziehung zu Philosophie, Ethik, Recht und Politik. Das Institut vergibt regelmäßig Stipendien an junge Wissenschaftler und organisiert Seminare und Konferenzen. 
Außerdem gibt es diverse Publikationen heraus, darunter eine eigene Reihe von Monographien (61 Bände im Zeitraum von 1950 bis 2011) sowie seit 1967 ein Jahrbuch mit dem Titel Annali dell'Istituto Italiano per gli Studi Storici.